# Steensel
Steensel (Brabants: Stinsel) is een dorp dat deel uitmaakt van de gemeente Eersel, provincie Noord-Brabant, gelegen in regio de Kempen en maakt als zaligheid onderdeel uit van de streek Acht Zaligheden.
De plaats heeft 1.520 inwoners (2023). Steensel is in de loop der tijd een forensendorp geworden, vooral voor werknemers die in Eindhoven en omgeving hun werk hebben gevonden.

## Geschiedenis
De naam Steensel komt voor het eerst voor in een oorkonde uit 1224, waarin ene Henricus en Marcelis als ridders van Steensel opgevoerd worden. In 1688 werd Steensel, net als Knegsel, door de Franse legerbenden geplunderd en verwoest. Steensel was in 1810 opgegaan in de gemeente Duizel en Steensel. De gemeente was 1352 bunder groot en bevatte de beide dorpen Duizel en Steensel benevens het gehucht Steenvoort, het huidige 'Stevert'. Samen met het gehucht had Steensel in 1820 282 inwoners.  In 1922 gingen Duizel en Steensel op in de gemeente Eersel.

## Sint Lucia en de Steenselse toren
De verering van Sint Lucia verspreidde zich in de 14 en 15e eeuw over de Belgische Kempen en oostelijke helft van de huidige provincie Noord-Brabant. Verschillende altaren, kapellen en kerken werden aan haar toegewijd, waaronder in Steensel. Steensel kent een Luciaverering die teruggaat tot in de 15e eeuw. De heilige Lucia van Syracuse is de patroon van de parochiekerk van Steensel.
De huidige Steenselse kerktoren, een overblijfsel van de middeleeuwse St.-Luciakerk, werd gebouwd aan het einde van de 14e eeuw. Het kapittel van de Sint-Janskathedraal in 's-Hertogenbosch kreeg in 1369 het patronaat over de kerk. Volgens overleveringen werden de bakstenen voor de bouw van de toren aangevoerd van de steenoven “De Heibloem”. Deze steenoven lag een eind verwijderd van de toren en de bewoners van Steensel zouden voor dat transport een keten gevormd hebben en zo de stenen van hand tot hand doorgegeven.
De Steenselse toren bevat een van de oudste kerkklokken van de Kempen, de Luciaklok. Deze klok werd in 1495 gegoten door Wouter Kaeiwas, klokkengieter uit Hoogeloon. De klok draagt de inscriptie Lucia is mynen naem, myn geluyt is gode bequaem, so verre als men my horen zal, wilt got bewaeren overal. Daarnaast is er een pelgrimsteken dat Sint Lucia voorstelt te vinden op de klok.
In 1648 (het begin van de Generaliteitsperiode) moesten de Steenselse katholieken afstand doen van hun kerk ten gunste van de gereformeerde gemeenschap. Net zoals overal in Generaliteitslanden, gebieden die in de tijd van de Republiek der Zeven Verenigde Nederlanden onder direct bestuur van de Staten-Generaal vielen, zoals Staats-Brabant. Het beeld van St. Lucia werd gered en later verplaatst naar de in 1672 betrokken katholieke schuurkerk, waar de verering doorging. Steensel wist een botfragment van Sint Lucia te bemachtigen, waarna de bedevaartgangers sinds de 17e eeuw richting deze Zaligheid trokken, ondanks dat dit verboden was gedurende de Generaliteitsperiode (1648-1796).
Op 13 december viert men al eeuwenlang de gedachtenis van Sint Lucia, de beschermster tegen besmettelijke ziekten. Sinds de tweede helft van de 18e eeuw, de tijd van de rode loop (dysenterie) epidemieën, is het rode Luciadraadje een beschermend object. Tegenwoordig wordt het draadje meestal in de portemonnee meegenomen, maar vroeger werd het rode draadje bij een bloeding ter genezing in een knoopsgat gedragen of op de kleding gespeld.
In 1798 kwam de oude kerk weer in handen van de katholieken, maar de kerk was vervallen en werd pas weer in 1821 in gebruik genomen toen het vervangen werd door een verkleinde versie. Op 23 juni 1933 begon men op enige afstand met de bouw van een nieuwe en grotere kerk. De relatief grote middeleeuwse toren is blijven staan.
De oude woningvereniging van Steensel (1920-1950) was vernoemd naar Sint Lucia, net zoals de in 1980 geopende basisschool. De basisschool heeft de in de Kempen meer geliefde benaming 'Sinte Lucy'.

## Overige bezienswaardigheden
- De Oude toren van de voormalige kerk, op de begraafplaats.
- De Sint-Luciakerk. Een bakstenen christocentrische kerk, ontworpen door Franciscus Joannus Vervest ingewijd in 1934. De toren bevindt zich boven het priesterkoor. De eenbeukige kerk heeft steunberen en bevat enkele andere op de gotiek gebaseerde elementen. In de kerk bevindt zich een Luciabeeldje uit 1520. Zij wordt afgebeeld op een brandstapel met een zwaard in haar hals.
- Pastorie. Een gemeentelijk monument uit 1927 volgens de Delftse School van de Eindhovense architect Franciscus Joannus Vervest
- Mariakapel. Deze is op initiatief van het Sint-Luciagilde gebouwd en ingewijd op 25 mei 2002 en bevindt zich aan de Knegselseweg tussen Knegsel en Steensel. De glas-in-loodramen zijn uit 1916 en vervaardigd door Frits Geuer. Ze zijn afkomstig uit de kerk van de Heilige Engelbewaarders te Den Haag. Het Mariabeeld is gemaakt door broeder Philippus Aartsen. De kapel is gelegen aan het Pelgrimspad dat uiteindelijk naar Santiago de Compostella voert.
- Beeldje: De Schikgodinnen, van Saskia Pfaeltzer, uit 2004.
- De Oude School, aan de Joseph Schulteweg 12, is een gebouwtje uit 1884 met een opvallende ingangspartij.
- Restant van de Stevertse Watermolen, vroeger op de Run gelegen. Nu een deels onherkenbaar gebouwtje, maar het waterrad is nog aanwezig, al is de Run verlegd.
- Grafheuvel Gendersteyn: een grafheuvel op de Bussereind die in 1993 werd ontdekt.
- De Stevertse Watermolen

## Economie
Een van de grootste bedrijven in Steensel is Wasserij Steensel, een industriële kledingwasserij die in 1922 is begonnen. De oude fabriek, met een indrukwekkende schoorsteenruïne, is nog op het bedrijfsterrein te vinden. Deze fabriek ligt te Stevert.

## Natuur en landschap
Steensel ligt in het dal van de Gender, die direct ten noorden van het centrum stroomt. Ten noorden en ten zuiden van dit dal liggen dekzandruggen waarop naaldbossen zijn geplant. Ten zuiden van de zuidelijke dekzandrug ligt het dal van de Run, dat evenwijdig aan dat van de Gender loopt. Hier ligt de buurtschap Stevert met de voormalige watermolen. Stroomafwaarts ligt het natuurgebied Grootgoor langs de Run.
Ten westen van Steensel ligt een akkergebied waardoorheen nog oude zandpaden lopen.

## Bende van Steensel
In het begin van de 19de eeuw werden de dorpen rondom Steensel onveilig gemaakt door de bende van Steensel, die vooral uit afgedankte soldaten bestond. Ze pleegden gewelddadige inbraken in alle nachten, zoals de bendeleden zelf in hun eigen lied brutaal zongen. De bende van Steensel bestond uit vijf mannen: Joost de Roij, Heyn Coenen, Piet Smolders, Bartel Smolders en Coob van de Weijer. De jonge zoon van Coob van Weijer, Gerrit genaamd en twee vrouwen maakten ook deel van de bende uit. Joost de Roij, een gezeten burger, kerkmeester en koorzanger, was de leider van het stel en de vrouwen werkten als spionnen die de overige bendeleden vertelden waar wat te halen viel. De plaatselijke bevolking en ook de politie kenden de bendeleden. Toch kon de bende van Steensel gedurende acht jaar ongestoord de gewelddadige inbraken plegen. Volgens het verhaal reed de leider Joost de Roij op een paard met verkeerd onderslagen hoefijzers, om eventuele achtervolgers te misleiden. Uiteindelijk werd de bende toch opgepakt, waarna Pieter Bolsius, schout te Eersel, op 25 november 1804 een kar Eindhoven binnenreed met daarop alle bendeleden. Na een berechting in 's-Hertogenbosch werden de vijf mannen op 10 mei 1805 opgehangen voor het Stadhuis in 's-Hertogenbosch. De twee vrouwen en de jongen werden gegeseld, gebrandmerkt en tot tuchthuisstraf veroordeeld. In 2003 werden de lotgevallen van de bende van Steensel opgevoerd in een speciaal geschreven toneelstuk door de toneelvereniging van Knegsel.

## Trivia
- Tijdens Carnaval heet het dorp 'Pieregat'.

## Geboren in Steensel
- Johannes Hagelaers (25 maart 1755 - 9 september 1812), pastoor te Helmond
- Rik Laurs (1963), voetbaldoelman

## Nabijgelegen kernen
Knegsel, Eersel, Walik, Riethoven, Veldhoven Dorp